# Pasar Baru Malintang
Pasar Baru Malintang is een bestuurslaag in het regentschap Mandailing Natal van de provincie Noord-Sumatra, Indonesië. Pasar Baru Malintang telt 707 inwoners (volkstelling 2010).